# Відкритий чемпіонат США з тенісу 2025, змішаний парний розряд
Титул захищали італійська пара Сара Еррані та Андреа Вавассорі.

## Новий формат
Змагання змішаних пар на US Open 2025 уперше проходило за новим форматом. Його перенесли на тиждень перед основною частиною турніру, той самий, коли проходила кваліфікація. Гра почалася у вівторок, 19 серпня, і завершилася в середу, 20 серпня. Грошовий приз склав 1 мільйон доларів США.
Дводенні змагання проходили на стадіонах Артура Еша та Луї Армстронга, в них взяли участь 16 пар, вісім з яких було відібрано напряму на основі сумарного рейтингу тенісистів, а ще вісім отримали вайлд-карди (крім гравців, що брали участь у відборі до одиночних змагань). Матчі складалися з максимум трьох сетів до чотирьох геймів, не було гри на більше-менше, за рахунку чотири-чотири грали тайбрейк, замість третього сету розігрували тайбрейк до десяти очок. У фіналі сет грали до 6 виграних геймів, не було гри на більше-менше, тайбрейки гралися за рахунку 6-6, третій сет заміняв тайбрейк до десяти очок.
Як і гравці, так і вболівальники зустріли ці зміни зливою критики.

## Заявлені пари
Заявки на участь подали 24 пари, але до сітки потрапили тільки 16. Наступні пари були відібрані напряму на основі сумарного одиночного рейтингу:
- Джессіка Пегула /  Джек Дрейпер
- Олена Рибакіна /  Тейлор Фріц
- Іга Свйонтек /  Каспер Руд
- Аманда Анісімова /  Гольгер Руне
- Белінда Бенчич[a] /  Александер Цвереф
- Мірра Андреєва /   Данило Медведєв
- Медісон Кіз /  Френсіс Тіафо
- Кароліна Мухова /   Андрій Рубльов

## Сіяні
1. Джессіка Пегула /  Джек Дрейпер
2. Олена Рибакіна /  Тейлор Фріц (1 коло)
3. Іга Свйонтек /  Каспер Руд
4. Аманда Анісімова /  Гольгер Руне (1 коло)

## Сітка

### Легенда
| - Q = Кваліфаєр - WC = Вайлд-кард - LL = Щасливий лузер | - Alt = Заміна - SE = Виняток - PR = Захищений рейтинг | - w/o = Без гри - r = Зняття - d = Присуджено перемогу |

### Сітка
| Перше коло | Перше коло                         | Перше коло | Перше коло | Перше коло |  |    | Чвертьфінали          | Чвертьфінали                       | Чвертьфінали | Чвертьфінали | Чвертьфінали |  |  | Півфінали | Півфінали            | Півфінали | Півфінали | Півфінали |  |  | Фінал | Фінал | Фінал | Фінал | Фінал |
|            |                                    |            |            |            |  |    |                       |                                    |              |              |              |  |  |           |                      |           |           |           |  |  |       |       |       |       |       |
| 1          | Дж Пегула Дж Дрейпер               | 4          | 4          |            |  |    |                       |                                    |              |              |              |  |  |           |                      |           |           |           |  |  |       |       |       |       |       |
| WC         | Е Радукану К Алькарас              | 2          | 2          |            |  |    | 1                     | Дж Пегула Дж Дрейпер               | 4            | 4            |              |  |  |           |                      |           |           |           |  |  |       |       |       |       |       |
| WC         | О Данилович Н Джокович             | 2          | 3          |            |  |    | М Андреєва Д Медведєв | 1                                  | 1            |              |              |  |  |           |                      |           |           |           |  |  |       |       |       |       |       |
|            | М Андреєва Д Медведєв              | 4          | 5          |            |  |    |                       |                                    |              |              |              |  |  | 1         | Дж Пегула Дж Дрейпер |           |           |           |  |  |       |       |       |       |       |
| 3          | І Свйонтек К Руд                   | 4          | 4          |            |  |    |                       |                                    |              |              |              |  |  | 3         | І Свйонтек К Руд     |           |           |           |  |  |       |       |       |       |       |
|            | М Кіз Ф Тіафо                      | 1          | 2          |            |  |    | 3                     | І Свйонтек К Руд                   | 4            | 4            |              |  |  |           |                      |           |           |           |  |  |       |       |       |       |       |
| WC         | Н Осака Г Монфіс                   | 3          | 2          |            |  | WC | К Макнеллі Л Музетті  | 1                                  | 2            |              |              |  |  |           |                      |           |           |           |  |  |       |       |       |       |       |
| WC         | К Макнеллі Л Музетті               | 5          | 4          |            |  |    |                       |                                    |              |              |              |  |  |           |                      |           |           |           |  |  |       |       |       |       |       |
| Alt        | Д Коллінз К Гаррісон               | 4          | 5          |            |  |    |                       |                                    |              |              |              |  |  |           |                      |           |           |           |  |  |       |       |       |       |       |
|            | Б Бенчич А Цвереф                  | 0          | 3          |            |  |    | Alt                   | Д Коллінз К Гаррісон               | 4            | 57           |              |  |  |           |                      |           |           |           |  |  |       |       |       |       |       |
| WC         | Т Таунсенд Б Шелтон                | 4          | 57         |            |  | WC | Т Таунсенд Б Шелтон   | 1                                  | 42           |              |              |  |  |           |                      |           |           |           |  |  |       |       |       |       |       |
| 4          | А Анісімова Г Руне                 | 2          | 42         |            |  |    |                       |                                    |              |              |              |  |  | Alt       | Д Коллінз К Гаррісон |           |           |           |  |  |       |       |       |       |       |
| WC         | В Вільямс Р Опелка                 | 2          | 4          |            |  |    |                       |                                    |              |              |              |  |  | WC        | С Еррані А Вавассорі |           |           |           |  |  |       |       |       |       |       |
|            | К Мухова Андрій Рубльов\|А Рубльов | 4          | 57         |            |  |    |                       | К Мухова Андрій Рубльов\|А Рубльов | 1            | 4            |              |  |  |           |                      |           |           |           |  |  |       |       |       |       |       |
| WC         | С Еррані А Вавассорі               | 4          | 4          |            |  | WC | С Еррані А Вавассорі  | 4                                  | 57           |              |              |  |  |           |                      |           |           |           |  |  |       |       |       |       |       |
| 2          | О Рибакіна Т Фріц                  | 2          | 2          |            |  |    |                       |                                    |              |              |              |  |  |           |                      |           |           |           |  |  |       |       |       |       |       |

## Інформація про  учасників

### Заявлені пари
Заявки на участь подали 24 пари, але до сітки потрапили тільки 16. Наступні пари були відібрані напряму на основі сумарного одиночного рейтингу:
- Джессіка Пегула /  Джек Дрейпер
- Олена Рибакіна /  Тейлор Фріц
- Іга Свйонтек /  Каспер Руд
- Аманда Анісімова /  Гольгер Руне
- Белінда Бенчич[b] /  Александер Цвереф
- Мірра Андреєва /   Данило Медведєв
- Медісон Кіз /  Френсіс Тіафо
- Кароліна Мухова /   Андрій Рубльов

### Вайлдкарди
- Олга Данилович /  Новак Джокович
- Сара Еррані /  Андреа Вавассорі
- Кеті Макнеллі /  Лоренцо Музетті
- Наомі Осака /  Гаель Монфіс
- Катержина Сінякова /  Яннік Сіннер
- Емма Радукану /  Карлос Алькарас
- Тейлор Таунсенд /  Бен Шелтон
- Вінус Вільямс /  Рейллі Опелка

### Заміни
Пари, що заявилися, але не увійшли до сітки:
- Кеті Бултер /  Алекс де Мінор
- Іва Йович /  Дженсон Бруксбі
- Габріела Дабровскі /  Фелікс Оже-Аліассім
- Демі Схюрс /  Таллон Грікспор
- Дезіре Кравчик /  Іван Кінг
- Сє Шувей /  Ян Зелінський

### Знялися
- Паула Бадоса /  Джек Дрейпер > їх замінили  Джессіка Пегула /  Джек Дрейпер
- Емма Наварро /  Яннік Сіннер >  їх замінили  Катержина Сінякова /  Яннік Сіннер
- Наомі Осака /  Нік Кирйос[c] > їх замінили  Наомі Осака /  Гаель Монфіс
- Джазмін Паоліні /  Лоренцо Музетті > їх замінили  Кеті Макнеллі /  Лоренцо Музетті
- Джессіка Пегула /  Томмі Пол > їх замінили  Джессіка Пегула /  Джек Дрейпер
- Орина Соболенко /  Грігор Дімітров > їх замінили  Джазмін Паоліні /  Лоренцо Музетті
- Донна Векич /  Губерт Гуркач[c] > їх замінили   Кароліна Мухова /   Андрій Рубльов
- Катержина Сінякова /  Яннік Сіннер → їх замінили  Деніелл Коллінз /  Крістіан Гаррісон